# 요나바구

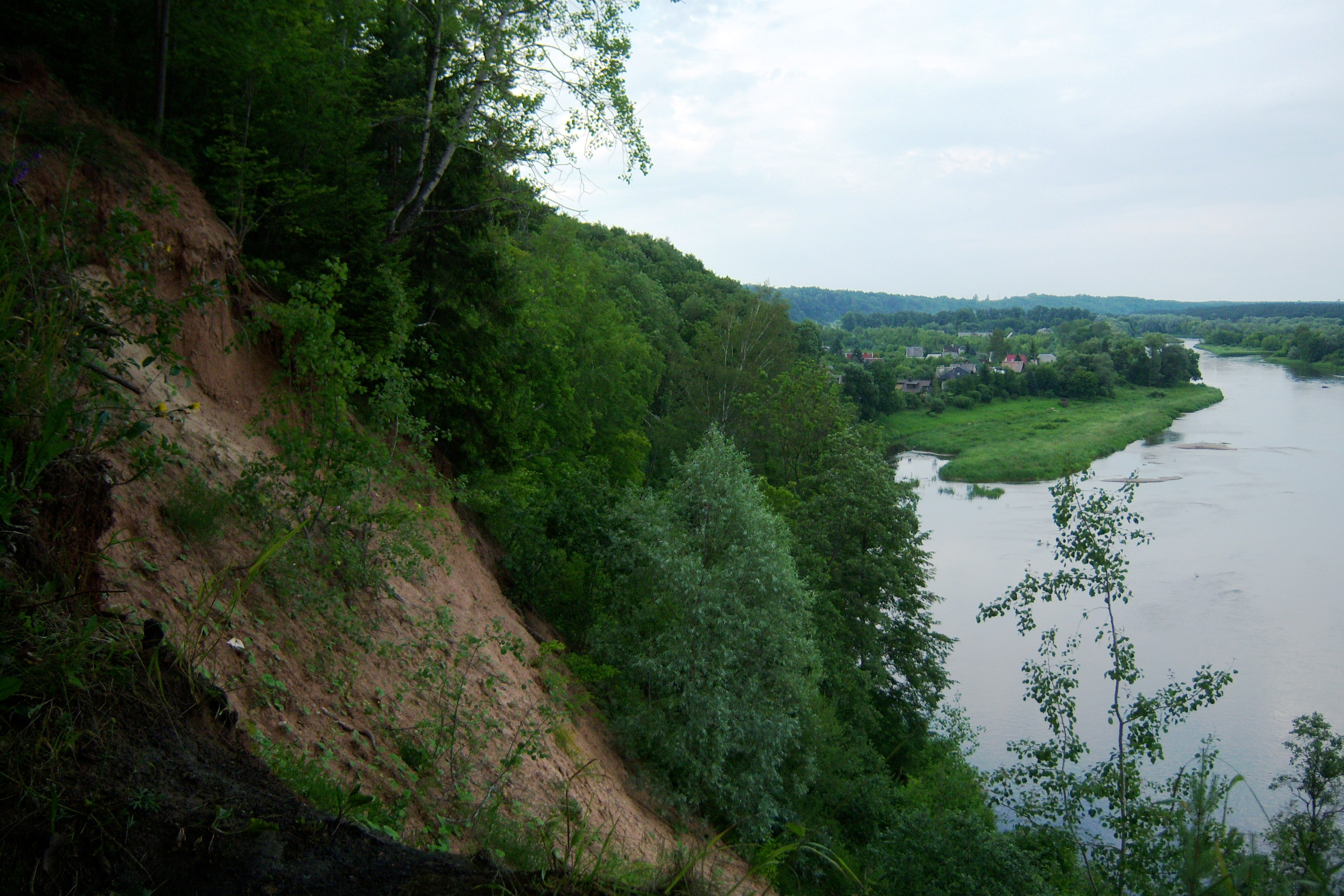
요나바구 안드루슈코냐이를 흐르는 네리스강

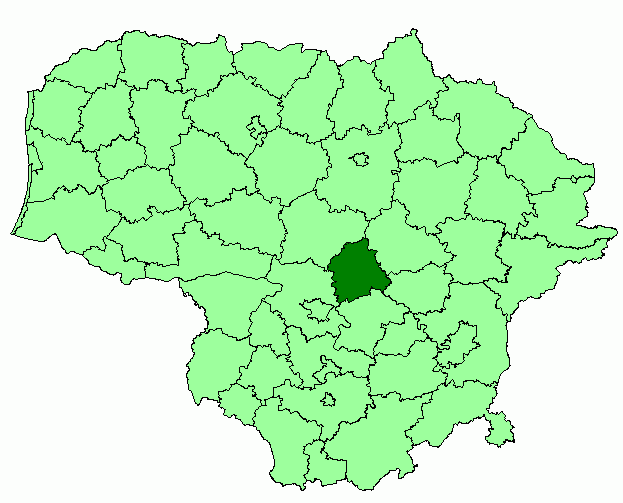
요나바구의 위치

요나바구(리투아니아어: Jonavos rajono savivaldybė)는 리투아니아 카우나스주를 구성하는 8개 지방 자치체 가운데 하나로 행정 중심지는 요나바이며 면적은 943km2, 인구는 43,875명(2015년 기준), 인구 밀도는 46.5명/km2이다. 9개 장로구를 관할한다. 카우나스주 케다이냐이구, 카우나스구, 카우나스시, 카이샤도리스구, 빌뉴스주 시르빈토스구, 우크메르게구와 접한다.

지방 자치체 문장